# Apocalypse, Hitler attaque à l'ouest
 (juillet 2021).
Si vous disposez d'ouvrages ou d'articles de référence ou si vous connaissez des sites web de qualité traitant du thème abordé ici, merci de compléter l'article en donnant les références utiles à sa vérifiabilité et en les liant à la section « Notes et références ».
Apocalypse, la guerre des mondes Apocalypse, Hitler attaque à l'est
Apocalypse, Hitler attaque à l'ouest est une série de deux films documentaires. Plus de 600 heures d’archives inédites ont été restaurées et colorisées pour illustrer l'année 1940 de la Seconde Guerre mondiale.
Ces films documentaires ont été écrits et réalisés par Isabelle  Clarke et Daniel Costelle, avec la collaboration de Mickaël Gamrasni et narrés par Mathieu  Kassovitz.
La série a été diffusée dans plusieurs pays sur diverses chaînes de télévision francophones. La série est sortie en DVD et Blu-ray le 1er janvier 2021.

## Épisodes
1. Le Piège
2. Ultimes Combats

## Synopsis
Année 1940, neuf mois après le début des hostilités de la Seconde Guerre mondiale, Adolf Hitler attaque par l'Ouest les Pays-Bas, la Belgique, le Luxembourg et la France.
Dans le nord de la France, à Dunkerque, plus de 300 000 soldats doivent fuir vers la Grande-Bretagne devant le rouleau compresseur allemand.

## Techniques
- Format de l'image : 16/9 compatible 4/3 format respecté 1.78
- Qualité : Pal
- Langues : Anglais (Dolby Digital 5.1), Français (Dolby Digital 5.1)
- Sous-titrage : français pour malentendants